# Aichi AB-4
Айчі AB-4 (англ. Aichi AB-4, від Aichi Biplane) — розвідувальний летючий човен створений компанією Aichi для Імперського флоту Японії для виконання нічних місій. Літак був прийнятий на озброєння флоту під назвою «Малий нічний розвідувальний летючий човен 6-ші» (яп. 六試小型夜間偵察飛行艇, Року-ші Коґата Якан Тейсацу Хікотей), але використовувався здебільшого для тестувань тактики й озброєння, тому було побудовано тільки шість прототипів, три з яких пізніше було продано цивільним операторам.

## Історія

### Військове використання
У 1931 році Японський флот видав специфікацію «6-ші» на створення малого летючого човна з можливістю запуску з катапульти. Літак мав використовуватись для різноманітних нічних місій, зокрема нічної розвідки, скидання освітлювальних міток на ціль, підтримувати зв'язок з підводними човнами, і навіть вести вогонь по цілях зі стрілецької зброї. Для цього вимагалось мала швидкість звалювання, але велика дальність польоту, а також висока стабільність літака для зменшення навантаження на пілота.
У компанії Aichi проєкт з внутрішнім позначенням AB-4 очолив інженер Тецуо Мікі. Це був суцільнометалевий біплан зі змішаною тканинною і металевою обшивкою, з відкритою кабіною для трьох членів екіпажу. Оснащувався двигуном Gasuden Urakaze, який приводив у рух штовхаючий дволопатевий дерев'яний гвинт. Дизайн нагадував німецький летючий човен Heinkel HD 55, але німецькі інженери не допомагали Aichi у створенні. Випробування першого прототипу почались у травні 1932 році, і вони в цілому виявились успішними, хоча довелось внести зміни в конструкцію хвоста. Флот провів свої випробування, і хоча літак мав задовільні характеристики, стабільність під час зльоту і на малих швидкостях була поганою, також недоліком була видимість з місця пілота, як і загальна зручність кабіни.
Це був перший нічний розвідник флоту, тому його прийняли на озброєння як «Малий нічний розвідувальний летючий човен 6-ші», але флот зупинив виробництво на шостому прототипі. Однак AB-4 використовувався для інтенсивних випробувань тактики та техніки, що зумовило виготовлення успішніших Aichi E10A й Aichi E11A.

### Цивільне використання
В 1935 році флот продав три AB-4 «Японській асоціації дослідження авіатранспорту» розташованій в Сакай. Там під керівництвом інженера Седжі Накамае вони були перероблені в транспортні літаки. Перший літак отримав індекс J-BBHI і власну назву «Куросіо-ґо» (на честь однойменної течії) мав найменше змін, з нього просто зняли військове обладнання. Другий літак «Ураказе-ґо» (Морський бриз) з індексом J-BBQI вже мав помітні модифікації — сидіння пілота перенесли на самий ніс, що дозволило переробити середню частину літака в п'ятимісну пасажирську кабіну. Безіменний третій літак отримав індекс J-BAlC теж мав місце пілота на носі літака і шестимісну пасажирську кабіну, але також отримав значно більші вікна в фюзеляжі. Окрім цього двигун заміни на потужніший імпортний Napier Lion.
Вони використовувались для пасажирських і вантажних перевезень на маршрутах компанії всередині Японії. Цивільні літаки мали репутацію стабільних і надійних літаків, але 27 травня 1937 року J-BBQI зазнав катастрофи під час посадки в погану погоду після тестового польоту зачепивши димар целулоїдної фабрики. Загинули всі п'ять членів екіпажу.

## Характеристики
Дані з Japanese Aircraft 1910—1941
|                       |                       | AB-4 («6-ші»)                          | AB-4 (J-BBQI)                          |
| --------------------- | --------------------- | -------------------------------------- | -------------------------------------- |
| Екіпаж                | Екіпаж                | 3 особи                                | 1 особа                                |
| Пасажиромісткість     | Пасажиромісткість     | 5 осіб                                 |                                        |
| Довжина               | Довжина               | 9,75 м                                 | 9,7 м                                  |
| Висота                | Висота                | 3,94 м                                 | 3,9 м                                  |
| Розмах крил           | Розмах крил           | 13,5 м                                 | 14 м                                   |
| Площа крил            | Площа крил            | 46,02 м²                               |                                        |
| Маса                  | пустого               | 1610 кг                                | 1740 кг                                |
| Маса                  | спорядженого          | 2350 кг                                | 2550 кг                                |
| Маса                  | максимальна           | 2600 кг                                | -                                      |
| Навантаження на крило | Навантаження на крило | 50 кг/м²                               | 49,2 кг/м²                             |
| Двигун                | Двигун                | 6-и циліндровий рядний Gasuden Urakaze | 6-и циліндровий рядний Gasuden Urakaze |
| Потужність            | номінальна            | 300 к. с.                              | 300 к. с.                              |
| Потужність            | питома                | 7,83 кг/к. с.                          | 7,28 кг/к. с.                          |
| Швидкість             | максимальна           | 165 км/год                             | 150 км/год                             |
| Швидкість             | крейсерська           | 112 км/год                             | 130 км/год                             |
| Швидкість             | мінімальна            | 84 км/год                              | -                                      |
| Час підйому           | Час підйому           | 60 хвс 50 с. на висоту 2800 м.         | 23 хв. 20 c. на висоту 2000 м.         |
| Практична стеля       | Практична стеля       | -                                      | 3500 м                                 |

### Озброєння («6-ші»)
- Стрілецьке:
  - 1 × 7,7-мм кулемет в носі літака
- Бомбове:
  - до 33 кг освітлювальних снарядів чи бомб